# 乌尔加特
乌尔加特（法語：Houlgate，法語發音：[ulɡat] ⓘ）是法国卡尔瓦多斯省的一个市镇，位于该省北部，属于利雪区。

## 地理
乌尔加特（49°18'3"N, 0°4'38"W）面积4.69 平方千米，位于法国诺曼底大区卡爾瓦多斯省，该省份为法国西北部沿海省份，北濒大西洋英吉利海峡，东北与滨海塞纳省以海上边界相接，东临厄尔省，南至奧恩省，西与芒什省接壤。
与乌尔加特接壤的市镇（或旧市镇、城区）包括：卡堡、滨海迪沃、滨海戈讷维尔。

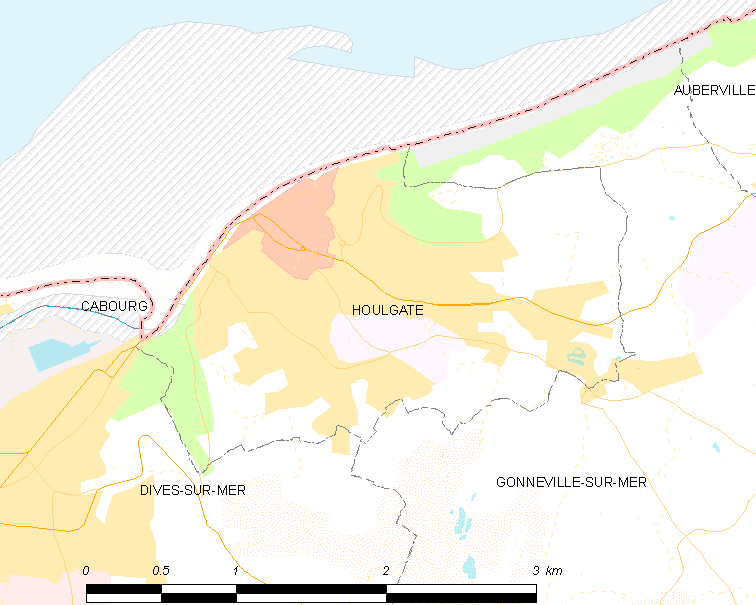
乌尔加特的OSM定位图

乌尔加特的时区为UTC+01:00、UTC+02:00（夏令时）。

## 行政
乌尔加特的邮政编码为14510，INSEE市镇编码为14338。

## 政治
乌尔加特所属的省级选区为卡堡县。

## 人口

1962-2008年间乌尔加特人口变化图示

乌尔加特于2022年1月1日时的人口数量为1657人。